# Кумкурганский район
Кумкурганский район (узб. Qumqoʻrgʻon tumani / Қумқўрғон тумани) — административная единица в Сурхандарьинской области Узбекистана. Административный центр — город Кумкурган. Район был образован в 1977 году.
По состоянию на 1 января 2011 года, в состав района входят:
- Город

1. Кумкурган.

- 12 городских посёлков:

1. Азларсай,
2. Аксай,
3. Богара,
4. Джалойир,
5. Джийдали,
6. Карсакли,
7. Навбахор,
8. Нефтчилар,
9. М. Хужамкулов,
10. Хуррият,
11. Элбаён,
12. Янгиер.

- 8 сельских сходов граждан:

1. Акжар,
2. Аккапчигай,
3. Арсланбайли,
4. Джалаир,
5. Кетман,
6. Тугон,
7. Узбекистан (Кумкурганский район),
8. Юкары-Какайды.